# 阿尔多·蒙塔诺 (1910年)
阿尔多·蒙塔诺（義大利語：Aldo Montano，1910年11月23日—1996年9月2日），意大利男子击剑运动员。他曾获得1936年和1948年夏季奥运会锦标赛男子佩剑团体银牌。

## 家庭
儿子马里奥·阿尔多·蒙塔诺和孙子小阿尔多·蒙塔诺都是击剑运动员。